# Lám Bálint
Lám Bálint (1992. május 14. –)  magyar kötöttfogású birkózó. A BHSE sportolója. 2017-ben kötöttfogásban a 130 kg-os súlycsoportban, valamint 2018-ban kötöttfogásban szintén a 130 kg-os súlycsoportban országos bajnok birkózó.

## Sportpályafutása
Birkózói pályafutását a Budapest Honvéd Sportegyesületnél (BHSE) kezdte. 2017-ben a BHSE sportolójaként országos bajnoki címet szerzett kötöttfogásban a 130 kg-os súlycsoportban. 2018-ban kötöttfogásban országos egyéni bajnok lett a 130 kg-os súlycsoportban, a BHSE sportolójaként.
A 2015-ös bakui Európa-Játékokon a selejtezőben az észt Nabi Heikivel mérkőzött, melynek eredményeképp az észt nyert 0–3-ra. Ezt követően az orosz Szergej Szemenov volt ellenfele, akit 3–0-ra megvert. A döntőben a török Kayaalp Riza 5–0-s vereséget mért rá.
2017-ben országos bajnoki címet szerzett 130 kg-os súlycsoportban. Ezt követően 2018-ban megvédte bajnoki címét a 130 kg-os súlycsoportban kötöttfogásban.
A 2017-es újvidéki Európa-bajnokságon ezüstérmes lett, a világbajnokságon a selejtezőben a kubai Óscar Pino volt az ellenfele. A kubai a párharcot 5–1-re nyerte.
A 2018-as felnőtt kötöttfogású Európa-bajnokság selejtezőjében a török Riza Kayaalp volt ellenfele, akitől 9–0 arányban kikapott. Vigaszágon továbbjutott, ahol előbb a fehérorosz színekben versenyző Georgi Chugosvili ellen győzött 3–0-ra, majd a bronzmérkőzésen a román Alin Alexuc-Ciurariu volt az ellenfele, akitől 3–1-re kikapott.
A 2018-as birkózó-világbajnokságon a német Eduard Popp nyert ellene a selejtezők során 5–1-re, így kiesett.
A 2019-es világbajnokságon a román Alin Ciurariutól 6-3-ra kikapott az első körben, és kiesett a további küzdelmekből.